# Cathédrale de l'Assomption de Rožňava
Cette  cathédrale n’est pas la seule cathédrale de l'Assomption.
La cathédrale de l’Assomption (en slovaque : Katedrála Nanebovzatia Panny Márie) est une cathédrale située à Rožňava en Slovaquie. Elle est la cathédrale du diocèse de Rožňava.